# Holland Festival
L'Holland Festival (ˈɦɔlɑnt ˈfɛstivɑl) è il più antico e più grande festival di arti dello spettacolo nei Paesi Bassi. Si svolge ogni giugno ad Amsterdam e comprende teatro, musica, opera e danza moderna. Negli ultimi anni all'elenco delle attività del festival sono stati aggiunti multimedia, arti visive, cinema e architettura.
Le esibizioni si svolgono nei locali di Amsterdam, come il teatro della città, l'opera, le sale da concerto Concertgebouw e Muziekgebouw e lo stabilimento di Westergas. Ogni edizione è a tema libero e il programma presenta sia lavori contemporanei che pezzi classici presentati con un tocco moderno. Dal 2005 al 2014 l'Holland Festival è stato curato dal direttore artistico Pierre Audi, che ha lavorato a stretto contatto con il coordinatore artistico Lieven Bertels offrendo un festival all'avanguardia ad ogni edizione.
I locali ad Amsterdam costituiscono la parte principale, come lo Stadsschouwburg, il Stopera, il Muziekgebouw aan 't IJ, il Concertgebouw, il Teatro Carré, il Westergasfabriekterrein, il Bimhuis, il Frascati, l'Oosterpark e altri luoghi come Compagnietheater, Theater Bellevue e l'EYE Film Instituut Nederland.

## Storia

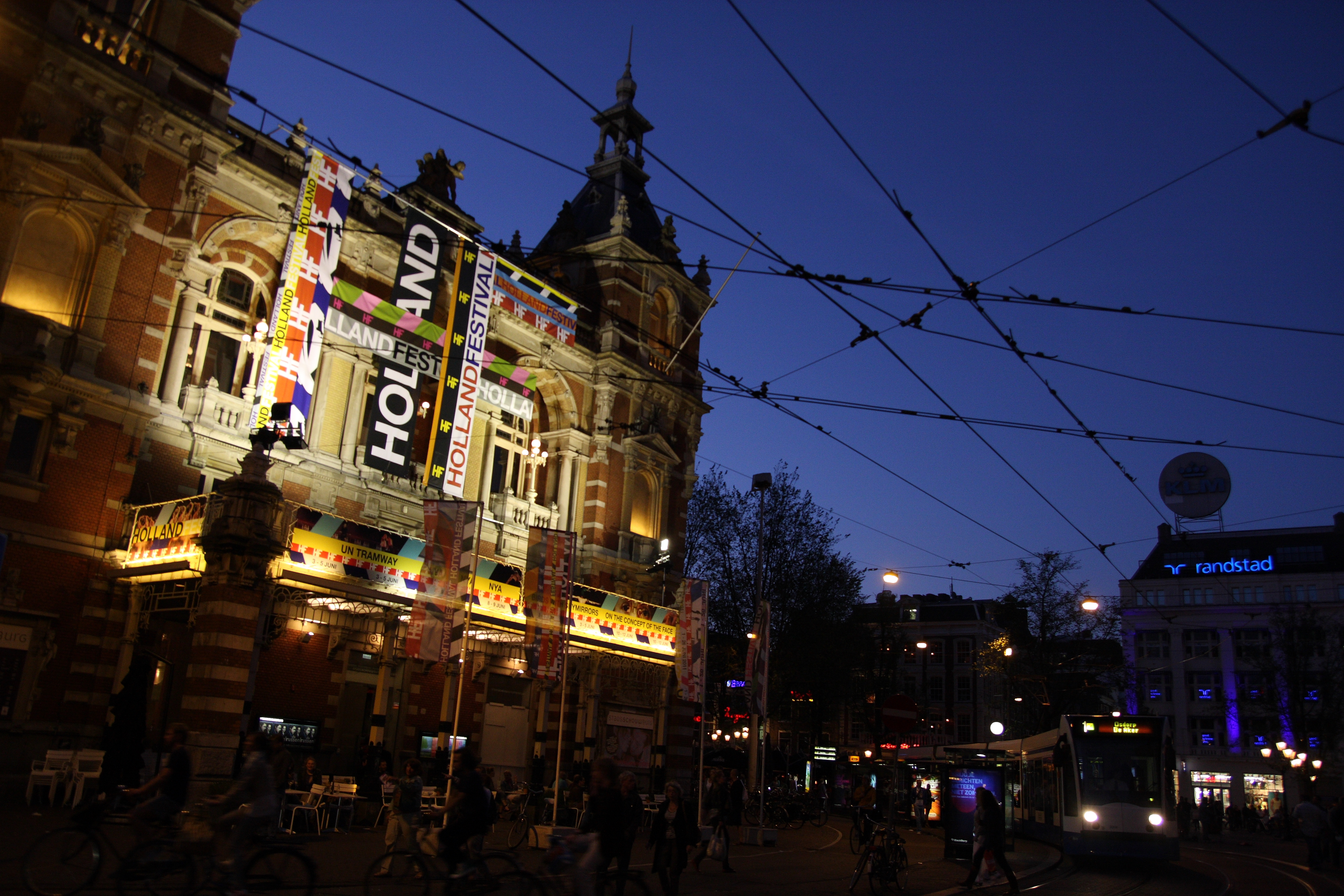
Il teatro Stadsschouwburg con uno striscione dell'Holland Festival nel 2011

Il festival è stato fondato nel 1947 e presenta alcuni dei migliori artisti e artisti del mondo, oltre ad artisti meno noti. Tra le anteprime mondiali importanti figura l'Helikopter-Streichquartett di Karlheinz Stockhausen. Il festival fece conoscere Maria Callas nei Paesi Bassi e fu anche il primo a creare con successo un grande tributo sinfonico a Frank Zappa con "200 motels-the suite" nel 2000 (dopo i falliti tentativi di avere Zappa stesso a esibirsi nel festival nel 1981).
A partire dal 2005 il festival ha inserito serie fuori produzione, EarFuel, EyeFuel e MindFuel. Tra le iniziative di sensibilizzazione per i nuovi spettatori ci sono concerti di successo non occidentali come un tributo Umm Kalsoum della star egiziana Amal Maher nel 2010. Il festival continua a fungere da faro per altre organizzazioni artistiche ed è visitato da un numero record di programmatori e artisti internazionali , alla ricerca di ispirazione.
Pierre Audi lasciò come direttore artistico dell'Holland Festival nel luglio 2014, continuando a concentrarsi sul suo ruolo di direttore artistico dell'Opera nazionale olandese e sul suo lavoro come regista teatrale.
Nel giugno 2013 la direttrice artistica britannica Ruth Mackenzie, ex manager delle Olimpiadi della Cultura di Londra 2012, fu nominata Direttore Artistico del Festival dal 2015-2018.

## Direttori
I direttori del festival sono stati:
- Peter Diamand (1948-1965)
- Jaap den Daas (1965-1975)
- Frans de Ruiter (1975-1985)
- Ad 's-Gravesande (1984-1990)
- Jan van Vlijmen (1991-1997)
- Ivo van Hove (1998-2004)
- Pierre Audi (2005-2014)
- Ruth Mackenzie (2014-2018)
- Annet Lekkerkerker (2018-2019)
- Emily Ansenk (dal 2019)